# Championnat d'Ouganda de football 1998
Navigation
Édition précédente Édition suivante
La saison 1998 du Championnat d'Ouganda de football est la vingt-neuvième édition du championnat de première division ougandaise. Les équipes engagées sont regroupées au sein d'une poule unique où elles affrontent trois fois leurs adversaires. 
C'est le club de Villa SC qui remporte la compétition cette saison après avoir terminé en tête du classement, avec un seul point d'avance sur Express FC et six sur Simba FC. C'est le dixième titre de champion d'Ouganda de l'histoire du club, qui réussit même le doublé en s'imposant en finale de la Coupe d'Ouganda face à Simba FC.
La saison prochaine voit une nouvelle fois une complète réorganisation des championnats nationaux ougandais. La Super League passe à 22 clubs : les formations de première et deuxième division seront regroupées au sein d'une poule unique, en compagnie des cinq champions régionaux de troisième division. Il n'y a donc pas de relégation à l'issue de la saison.

## Participants
- Mbale-Dairy Heroes
- Villa SC
- Kampala City Council
- Simba FC
- Uganda Electricity Board
- Express FC
- Police FC
- Nile Breweries FC

## Compétition

### Classement
Le classement est établi sur le barème de points classique : victoire à 3 points, match nul à 1, défaite à 0.
| Rang | Équipe                   | Pts | J  | G  | N | P  | Bp | Bc | Diff |
| ---- | ------------------------ | --- | -- | -- | - | -- | -- | -- | ---- |
| 1    | Villa SCC                | 45  | 21 | 14 | 3 | 4  | 43 | 12 | +31  |
| 2    | Express FC               | 44  | 21 | 13 | 5 | 3  | 44 | 17 | +27  |
| 3    | Simba FC                 | 39  | 21 | 10 | 9 | 2  | 27 | 10 | +17  |
| 4    | Kampala City CouncilT    | 31  | 21 | 8  | 7 | 6  | 29 | 21 | +8   |
| 5    | Uganda Electricity Board | 24  | 21 | 6  | 6 | 9  | 21 | 21 | 0    |
| 6    | Police FC                | 16  | 21 | 4  | 4 | 13 | 22 | 43 | -21  |
| 7    | Nile Breweries FC        | 16  | 21 | 3  | 7 | 11 | 12 | 34 | -22  |
| 8    | Mbale-Dairy Heroes       | 15  | 21 | 4  | 3 | 14 | 20 | 60 | -40  |

|  | Qualification pour la Ligue des champions de la CAF 1999 et la Coupe CECAFA des clubs 1999 |
|  | Qualification pour la Coupe des Coupes 1999                                                |
|  | Qualification pour la Coupe de la CAF 1999 et la Coupe CECAFA des clubs 1999               |
|  | T : Tenant du titre C : Vainqueur de la Coupe d'Ouganda                                    |

## Bilan de la saison
| Championnat d'Ouganda de football 1998                             |                      |
| Champion                                                           | Villa SC (10e titre) |
| Coupes et trophées                                                 |                      |
| Vainqueur de la Coupe d'Ouganda 1998                               | Villa SC             |
| Qualifications continentales                                       |                      |
| Ligue des champions de la CAF 1999                                 | Villa SC             |
| Coupe d'Afrique des vainqueurs de coupe de football 1999           | Simba FC             |
| Coupe de la CAF 1999                                               | Express FC           |
| Coupe CECAFA des clubs 1999                                        | Villa SC             |
| Coupe CECAFA des clubs 1999                                        | Express FC           |
| Promotions et relégations                                          |                      |
| Promus en Championnat d'Ouganda de football                        | 14 clubs             |
| Relégués en Championnat d'Ouganda de football de deuxième division | Aucun                |